# Matías Cousiño
Matías Cousiño Jorquera (Santiago, 23 février 1810—Buin, 21 mars 1863) est un chef d'entreprise et homme politique chilien connu pour avoir entamé l'exploitation du charbon à grande échelle dans son pays.

## Famille
Il est le fils de José Agustín Cousiño Zapata et Josefa de Jorquera y Alfaro, et le frère de Buenaventura Cousiño. Il est le petit-fils de Juan Antonio Cousiño Orgue, originaire de La Corogne (Galice), premier Cousiño à arriver au Chili.
Il a suivi des études à Santiago. Il s'est marié avec María del Loreto Squella et Lopetegui, morte lors de l'accouchement de son unique fils, Luis.
Il renonce à son travail à la Poste pour le commerce d'animaux vers l'Argentine, et le relatif succès de cette affaire le conduit à chercher de meilleurs profits dans la récente mine d'argent à Copiapó. En 1841, il se marie avec María de la Luz Gallo Zavala, veuve de Ramón Ignacio Goyenechea de la Sierra, qui a été son associé. Elle a deux fils, Eleuterio et Isidora Goyenechea, qui se marie en 1855 avec Luis Cousiño,.

## Carrière politique
Grâce à son pouvoir économique, il accède au poste de député de Petorca de 1849 à 1852 et de Quillota de 1852 à 1855.
Il est élu sénateur pour la période 1855-1864, mais il meurt le 21 mars 1863.

## Formation entrepreunariale

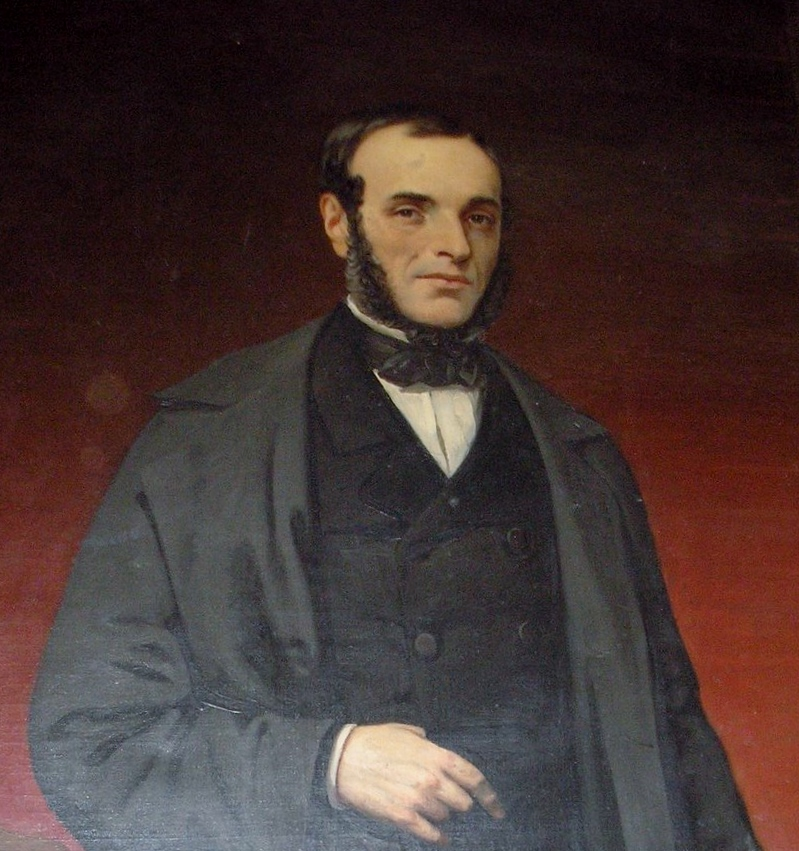
Détail du portrait de Matías Cousiño qui orne l'une des salles du Musée historique de Lota.

Il commence sa carrière minière en tant que majordome dans les mines de Ramón Ignacio Goyenechea, qui a des actions dans la mine d'argent Descubridora de Chañarcillo, dans la région d'Atacama.
Devenu son associé, il connaît une ascension au sein de l'entreprise et son mariage en 1841 avec Luz Gallo, la veuve de Goyenechea, permet d'unir les deux fortunes. Ses revenus ont augmenté lorsqu'en 1844, associé à Rafael Torreblanca, il utilise une nouvelle machine de son invention pour profiter des métaux, obtenant du gouvernement de Manuel Bulnes un privilège exclusif d'usage pour 10 ans.
En 1850, il devient directeur de l'association la plus puissante du Chili, la Junte de Minería de Copiapó.

### Sa fortune
À la fin des années 1840, au moment de la ruée vers l'or en Californie, Cousiño développe ses affaires dans le domaine des moulins dans la région des blés de Concepción. Il organise une grande association de meuniers produisant du blé et de la farine pour fournir le marché californien et toute la côte du Pacifique.
Sa fortune lui permet d'investir en tant qu'actionnaire dans divers projets. En 1852, il participe à la société formée par le gouvernement pour bâtir la ligne ferroviaire de Valparaíso à Santiago. Dans ces deux villes, il fait construire des demeures et des bâtiments de rente. A Valparaíso, il participe à l'organisation de la 3.ª Compagnie de Pompiers, qui porte aujourd'hui son nom, et à Santiago, dans la vigne Cousiño Macul, où des souches françaises étaient cultivées.

## Les débuts de l'industrie charbonnière

Photo de Matías Cousiño prise dans l'étude Helbsby de Valparaíso.

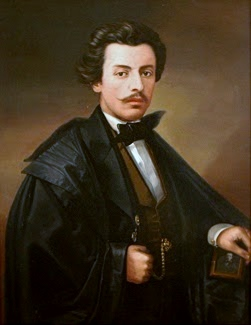
Portrait de Luis Cousiño tenant dans sa main gauche un daguerrotype qui représente son père.

Depuis l'époque coloniale, l'existence des mines de charbons sur la côté dans l'actuelle Région du Biobío est connue mais elles ne sont pas exploitées jusqu'aux années 1840.
L'épuisement du bois pour les fundiciones de minerais dans le Nord du pays et l'arrivée permanente de vapeurs sur les côtes chiliennes, stimulent l'extraction du charbon national. C'est Jorge Rojas Miranda (1824-1892) qui commence l'exploitation régulière du charbon, par l'acquisition en 1849 des terrains charbonniers de Punta Puchoco, dépassant l'extraction artisanale pour y installer une industrie.
Le 21 mai 1852, Cousiño achète la hacienda Colcura à José Antonio Alemparte Routier et le 9 septembre de la même année, il forme —en association avec Tomás Blard Garland, José Antonio et son fils Juan Alemparte Lastra— la Compagnie charbonnière de Lota, qui permet de commencer l'exploitation du charbon à grande échelle. Cette société achète aux indigènes les terrains à proximité de la mer à Lota le 30 janvier 1854.
En 1856, les partenaires vendent leurs droits à Cousiño, en raison des constantes pertes initiales de l'affaire. L'entreprise devient familiale lorsque Cousiño s'associe à son fils Luis, qui continue à être propriétaire à la mort de son père.

### Le charbon de Lota
L'industrie naissante à Lota fait grandir ce lieu, qui comprend d'abord quelques ranchs avant de devenir un village, à la fin de l'année 1853. Selon l'intendant de Concepción, Rafael Sotomayor, Lota compte 122 personnes travaillant pour les mines. À la fin de l'année 1856, il y a 900 travailleurs.
Vers 1856, Cousiño fait venir d'Écosse des ouvriers et techniciens pour former et encadrer des travailleurs qui sont en réalité peones agricoles. Il fait construire à Lota des maisons de style européen différenciées pour les techniciens et les travailleurs. Il y fait également ériger un hôpital, des installations pour l'approvisionnement du minerai. Afin de prouver que son charbon est de bonne qualité, le chef d'entreprise envoie des cargaisons gratuites à plusieurs ports du Pacifique, avec sa propre flotte de vapeurs.
En 1863, le nombre d'ouvriers atteint 600, avec plus de 200 tonnes quotidiennes de charbon extrait ; Lota a alors une population totale de 500 habitants.

## Mort
Son investissement dans la mine de Lota ne lui apporte pas de gains au cours de sa vie, mais commence à porter ses fruits au moment où son fils Luis en est le propriétaire. En 1860, Cousiño voyage en Angleterre pour connaître les industries carboniphères de ce pays. Trois ans plus tard, après un voyage à Coquimbo, il revient chez lui à Maipo, près de Buin, où il tombe gravement malade. Malgré les soins de sa famille et du docteur Lorenzo Sazié, il meurt le 21 mars 1863.
En 1952, au moment des 100 ans de l'exploitation du charbon, ses restes sont déplacés en l'Église San Matías Apóstol de Lota Alto, où ils reposent dans une crypte,.
Le Musée historique de Lota se trouve dans sa maison.